# Mario Faustinelli
Mario Giuseppe Francesco Faustinelli (Venezia, 8 novembre 1924 – Milano, 31 luglio 2006) è stato un fumettista italiano.

## Biografia
Esordisce come disegnatore di fumetti nel 1943 realizzando per la collana Albo d'oro Audace, dell'editore Redazione Audace, la serie umoristico/avventurose di Pompeo Bill, scritta da Gianluigi Bonelli; nel 1946 insieme ad altri autori come Hugo Pratt e Paul Campani realizza la serie Asso di Picche specie di giustiziere mascherato che darà anche il titolo a una testata, uso a depositare la carta da poker come sua firma; la positiva esperienza e il buon successo della serie all'estero, porterà il gruppo di autori a lavorare in Argentina e in Brasile. Qui collabora fino a metà degli anni cinquanta alla testata Misterix, creando serie a fumetti come Kim de la nieve e Pat Brando.
Ritornato in Italia nel 1957, diventa direttore responsabile di Selezione Romantica, periodico illustrato di narrativa dato ogni bimestre in omaggio ai consumatori di un dado svizzero per brodo e pubblicato fin al 1959, la cui redazione era situata nel Sestiere Cannaregio di Venezia. inizia poi una lunga collaborazione per il Corriere dei Piccoli con Rinaldo Dami e Carlo Porciani, scrivendo storie come la serie umoristica Apollo e Apelle, disegnata da Paolo Piffarerio e creando nel 1963 il personaggio di Kolosso, ma anche numerosi testi per enciclopedie per ragazzi.
Collabora con lo staff di Maria Perego per la serie incentrata sul personaggio di Topo Gigio, scrivendo inoltre la sceneggiatura del lungometraggio a pupazzi animati Le avventure di Topo Gigio del 1961 insieme a Guido Stagnaro.
Morì a Milano il 31 luglio 2006.

## Opere
- Sei bimbi e un tesoro, 1967, Mursia. Suo il testo e le illustrazioni a colori e in bianco e nero.
- Man the Artist